# Chapelle Notre-Dame-des-Roses de Callian
La chapelle Notre-Dame-des-Roses est située sur la commune de Callian, dans le département du Var.

## Histoire
La chapelle Notre-Dame-des-Roses date du Xe siècle. Implantée sur un ancien site gallo-romain, elle a été longtemps église paroissiale.
La chapelle est inscrite au titre des monuments historiques depuis le 28 décembre 1984.

## En savoir plus